# Moravský Krumlov
Moravský Krumlov är en stad i Tjeckien.   Den ligger i regionen Södra Mähren, i den sydöstra delen av landet, 180 km sydost om huvudstaden Prag. Moravský Krumlov ligger 258 meter över havet och antalet invånare är 6 050.
Terrängen runt Moravský Krumlov är huvudsakligen platt, men österut är den kuperad. Runt Moravský Krumlov är det ganska tätbefolkat, med 78 invånare per kvadratkilometer. Närmaste större samhälle är Ivančice, 7,5 km nordost om Moravský Krumlov. Trakten runt Moravský Krumlov består till största delen av jordbruksmark.